# DECT

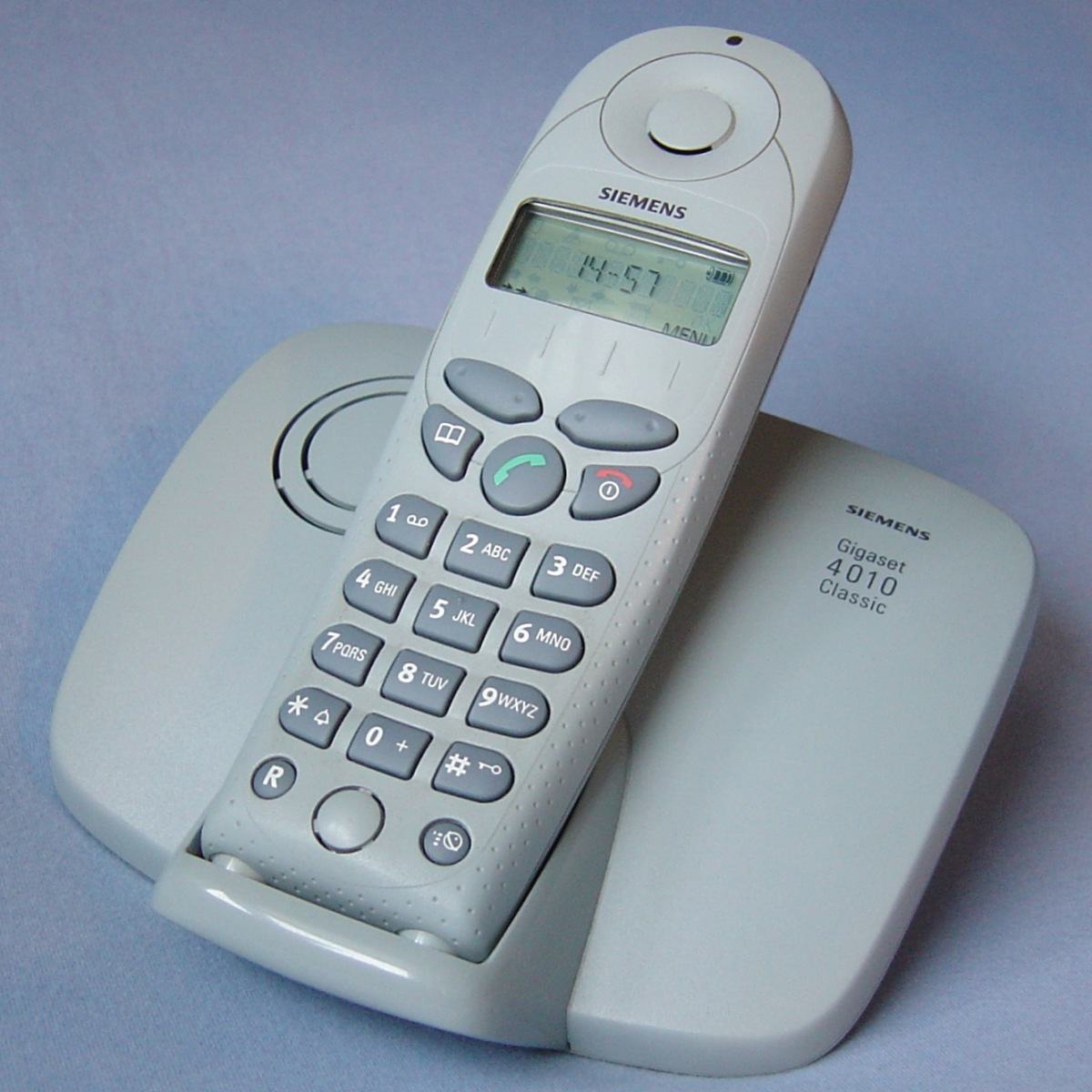
DECT-telefon med lur (handenhet) och basstation som även inkluderar batteriladdare.

DECT, Digital Enhanced Cordless Telecommunications (fram till 1995 uttytt som Digital European Cordless Telecommunications), är en standard för sladdlösa (engelska: cordless) telefoner. Benämningen DECT kommer från det europeiska standardiseringsorganet ETSI och är numera i många länder synonymt med sladdlösa telefoner för hemmabruk.

## Historik
DECT har en liknande historia som GSM. Båda är digitala lösningar för trådlös telefoni, och båda har standardiserats av ETSI. I fallet DECT togs standarden fram 1988, och den fastställdes 1992.
Under tidigt 1980-tal spreds de första analoga sladdlösa hemmatelefonerna från fabriker i Östasien till europeiska butiksdiskar. Problemen med analoga system inkluderade brus och risk för avlyssning, vilket ledde den vidare sladdlösa utvecklingen i digital riktning. 1987 hade två tidigare digitala teknologier utvecklats – den brittiska CT2-standarden och den svenska CT3-diton. Det europeiska standardiseringsorganet beslöt att utveckla en gemensam standard baserad på fördelarna hos dessa två, vilket januari 1988 kom att konkretiseras som DECT. Benämningen DECT finns beskriven i ETSI-standarden ETS 300.175, där den första utgåvan av standarden härrör från 1992. DECT är ETSI:s näst mest framgångsrika standard, efter GSM.
År 2011 användes DECT-standarden i 73 procent av världens sladdlösa telefoner för hemmabruk. Fram till år 2011 har uppskattningsvis 800 miljoner DECT-telefoner tillverkats, och antalet ökar med 100 miljoner per år. DECT-standarden har introducerats i minst 110 länder. USA introducerade DECT-standarden 2005, och man är numera en av de största växande DECT-marknaderna. En av de största marknaderna som ännu inte anammat DECT är Japan, där man istället använder den egna standarden PHS.

## Tekniken
DECT har en räckvidd på cirka 50 meter inomhus och 300 meter utomhus. Maximal överföringshastighet av data är 384 kbit/s per frekvenskanal (se också FDMA nedan).
För att utöka interoperabiliteten mellan tillverkare har specifikationerna GAP och CAP tagits fram där CAP ger möjlighet för bland annat överlämning mellan basstationer (eng.: roaming) och även under pågående samtal (eng.: external bearer handover).
DECT använder sig normalt av tio frekvenser uppdelade i tjugofyra tidsluckor. De första tolv används för upplänk från portabel part till fast part. De sista tolv används från fast part till portabel part. Tidsluckorna för upp- och nerlänk används så att portabel som sänder i en tidslucka får svar från fasta sidan exakt tolv tidsluckor senare.
Det finns många utbyggnader av DECT-standarden, där GAP är vanligast. Den nya CAT-iq-standarden använder sig av två sammanhängande tidsluckor för bättre ljudkvalitet.

### Tekniska data
- Frekvens 1880–1900 MHz (Europa)
- Kanaler: 120 (full duplex)
- Duplexmekanism: TDD (eng.: Time Division Duplex) med 10 ms fönsterstorlek
- Multiplexeringsmekanism: FDMA med tio bärarfrekvenser samt TDMA med 2 × 12 platser
- Modulation: Digital GMSK (eng.: Gaussian Minimal Shift Keying)
- Uteffekt (Under samtal): 10 mW i genomsnitt, med topp på 250 mW
- Talkodning: 32 kbit/s ADPCM
- Trafikkapacitet: 10 000 Erlang / km² / våningsplan

## Tillverkare (urval)
- Ascom
- COBS
- Doro
- Gigaset (tidigare del av Siemens AG)
- Panasonic
- Philips
- Snom (där utveckling sker hos RTX. Snom och RTX är företag inom VTech Group)
- Spectralink (tidigare Kirk)